# خمير كروم

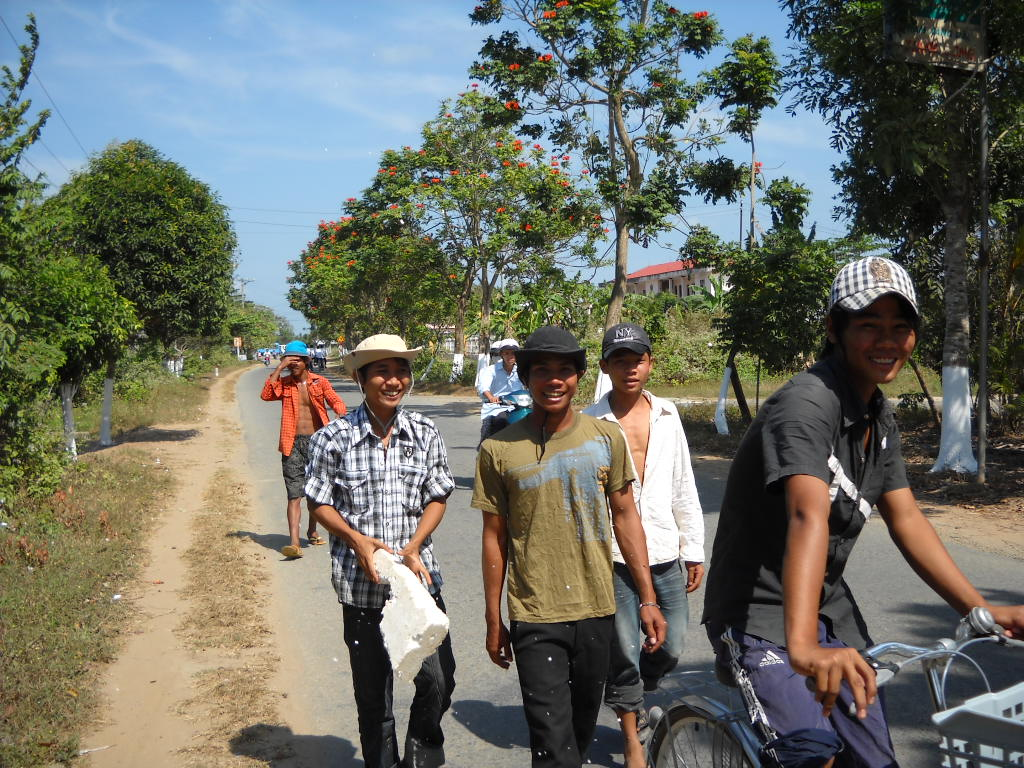

خمير كروم هم عرقيون من الخمير يعيشون في منطقة كامبوتشيا كروم، الجزء الجنوبي الغربي من فيتنام. في فيتنام، يتم الاعتراف بهم على أنهم فيتناميون: Người Khơ-me (حرفيًا شعب الخمير)، إحدى الأقليات العرقية الثلاث والخمسون في فيتنام.
في الخمير كروم تعني «منخفض» أو «أدناه». يضاف «كروم» للتمييز عن الخمير في كمبوديا. يعيش معظم الخمير كروم في كامبوتشيا كروم، المنطقة المنخفضة الجنوبية من كمبوديا التاريخية التي تغطي مساحة قدرها 89000 كيلومتر مربع (حوالي 34363 ميل مربع) حول مدينة هو تشي مينه الحديثة ودلتا الميكونغ، والتي كانت في أقصى الجنوب الشرقي لإمبراطورية الخمير حتى دمجها في فيتنام تحت أمراء نغوين في أوائل القرن الثامن عشر. يمثل هذا المرحلة الأخيرة من الفيتنامية «مسيرة إلى الجنوب».
الخمير كروم عضو في منظمة الأمم والشعوب غير الممثلة (UNPO) منذ 15 يوليو 2001.
وفقًا لهيومن رايتس ووتش ومقرها الولايات المتحدة، «يواجه الخمير كروم قيودًا شديدة على حرية التعبير والتجمع وتكوين الجمعيات والمعلومات والتنقل».